# ديف ريتشاردز
ديف ريتشاردز (بالإنجليزية: Dave Richards)‏ (31 ديسمبر 1993 في المملكة المتحدة - ) هو لاعب كرة قدم بريطاني في مركز حراسة المرمى.

## وصلات خارجية
- ديف ريتشاردز على موقع قاعدة بيانات كرة القدم.إي يو (الإنجليزية)